# Átrium (csoport)

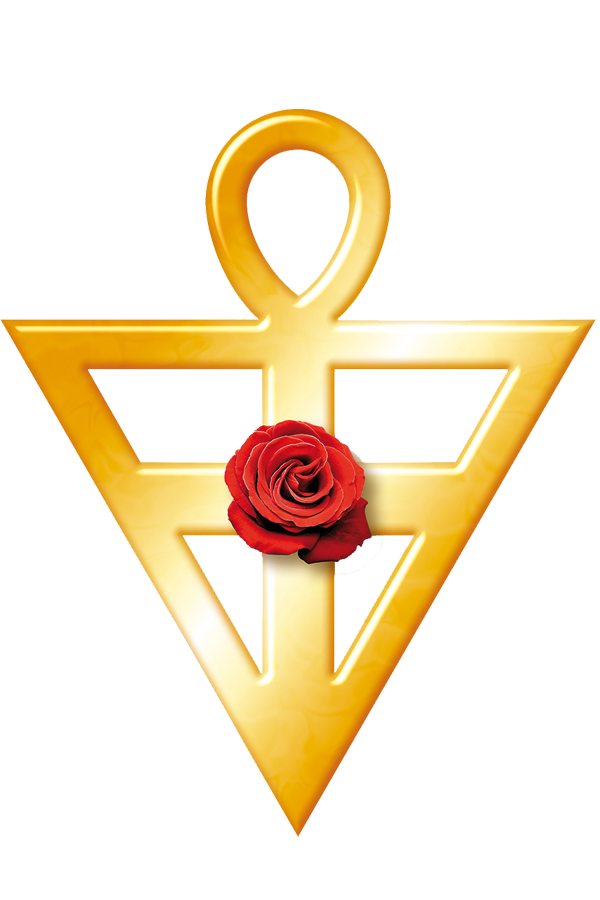
Az AMORC hivatalos jelképe

Az Átrium csoport az egyiptomi és görög hagyományokat ápoló Rózsakeresztes rend legkisebb testületi szerve (azaz helyi szervezeti egysége).

## Szervezeti felépítése
Alapvetően önkéntes alapon szerveződik azok körében, akik a Rendnek már tagjai és egy településhez, illetve vonzáskörzetéhez kötődnek (életvitelszerűen vagy rendszeres időközönként). 6-10 fő rendszeres részvétele estén már stabil csoportról beszélhetünk. A csoportot a csoportvezető vezeti, akinek a munkáját rituális segítők támogatják. A rituálék a Legfelsőbb Nagypáholy által jóváhagyott Kézikönyv alapján, egységes keretek között zajlanak a világ minden részén.

## Tevékenységek
Tevékenységének, a Rendhez hasonlóan nincs vallásos jellege, célja a rózsakeresztes tanítások közös gyakorlása, mely szertartást, közös meditációt is magában foglal. Általában havonta legalább egy rendezvényt tartanak, a csoport által önállóan meghatározott - előre meghirdetett - időpontokban. Ezen kívül Nyílt Napokat, kirándulásokat szerveznek.

## Magyarországon
Jelenleg Magyarországon két Átrium csoport működik, több Pronaosz mellett, Baján és Debrecenben.

## Lásd még
- Az AMORC hivatalos portálja
- Az AMORC magyarországi weboldala